# Uranophora argentiflua
Uranophora argentiflua là một loài bướm đêm thuộc phân họ Arctiinae, họ Erebidae.